# Colorful PUREGIRL
『Colorful PUREGIRL』（カラフルピュアガール）は、2004年まで発行されていたアダルトゲーム雑誌。

## Puregirl
本誌の前身は、1998年2月にジャパン・ミックスより創刊された『Puregirl』（ピュアガール）である。表紙イラストとデザイナーはCHOCOが担当していた。
既に飽和状態であったアダルトゲーム雑誌の中で後発に属していたが、「一番絵がキレイで安い美少女マガジン」をキャッチフレーズとするビジュアル重視の編集方針で、他社競合誌とは異なるゲームを大きく取り上げたことで話題となった。特に原画家や同人作家など、ゲームメーカーではなくイラストレーター個人をクローズアップする描き下ろしイラストコーナー『VISUAL SYNDICATE』など、「スター方式」は大きな反響を呼び、他誌もこの方式に追随していく。
ジャパン・ミックスが同年12月に不渡りを出し、裁判所より破産宣告を受けたことに伴い、わずか10号という短命に終わった。これにより、執筆陣への原稿料未払い問題が発生した。

## Colorful PUREGIRL
休刊後、『Puregirl』と同じく1998年にアダルトゲーム雑誌『カラフルAPEX』（カラフルエイペックス）を発刊していたビブロスが『Puregirl』のスタッフと商標を引き取り、この2誌を合併する形で1999年4月に『Colorful PUREGIRL』を創刊した。
ジャパン・ミックス倒産に伴う原稿料未払い問題は、全員ではないが、ビブロス側が肩代わりすることで概ね解決されている。しかし、心情的に新雑誌への参加を拒否した執筆者も多く、表紙デザイナーはCHOCOから古賀学へ交代した。
それでも『Puregirl』時代の「スター方式」は健在で、読者投稿コーナーには後に著名となるイラストレーターやマンガ家が多く掲載されるなど、イラスト投稿雑誌としての一面もあった。特に初期は、創刊号表紙イラストの黒星紅白など、同人出身のイラストレーターを表紙イラストやインタビューページ『美少女絵師列伝』に抜擢することが多かった。
後年、これに着目したメーカーとの共同企画で、原画家オーディションも行われた。また、三木一馬は著書『面白ければなんでもあり 発行累計6000万部――とある編集の仕事目録』で、電撃文庫のイラストレーター選びで本誌の影響を多く受けたと回想しており、実際、黒星紅白や原田たけひとが電撃文庫、ひいてはライトノベルの人気イラストレーターとなっていく。
『Puregirl』時代からビジュアル重視の編集方針で知られていたが、『Colorful PUREGIRL』になってからはビジュアルノベル系作品の台頭から、シナリオ重視という編集方針も加わり、批評やコラム、クリエイターへのインタビュー企画も多く掲載された。批評家の東浩紀は『新現実』『ファウスト』の企画で、本誌の評論群やコンセプトに影響を受け、後に自身もビジュアルノベル評論同人誌『美少女ゲームの臨界点』シリーズを刊行している。しかし、『To Heart』『Kanon』『AIR』など、特定メーカーの「セカイ系」なシナリオ重視型作品を贔屓し、旧来のポルノ性重視型作品を軽視したことから、「葉鍵史観」と批判するメーカーや読者も多かった。また、シナリオ重視の流れから、活動初期から『月姫』『Fate/stay night』などのTYPE-MOON作品も頻繁に取り上げており、講談社の文芸誌『ファウスト』Vol.3とVol.6での「新伝綺」特集にも影響を与えている。
一方、『Puregirl』時代からコラムや紹介記事を執筆していたウガニク（岡田英建）は、このポルノ軽視の方針に強い反感を抱き、反面教師とする形でマイクロマガジン出版局から二次元ドリームノベルズを創刊した。そのため、創刊初期は桑島由一、ヤマグチノボルなど、『Colorful PUREGIRL』と執筆陣が重複していたが、やがて「非モテ」ブームに乗る形で「セカイ系」の一斉排除を行い、袂を分かっている。
2002年、初代編集長だった加野瀬未友の退社に伴い、『Puregirl』時代からのスタッフや執筆陣が大量離脱する。同年、アップルパイに編集委託されていた成人向けコミック誌『カラフルBee』『カラフル萬福星』を統合し、兄弟誌『Colorful COMIC PUREGIRL』へリニューアルしていたが、こちらも加野瀬退社の影響を受け、休刊した。
二代目編集長の崎山貴弘はメーカー重視の編集方針を採り、加野瀬時代に生じていた一部のメーカーとの対立状態解消に務めたが、結果、編集方針は八方美人的になり、他誌との違いがなくなっていく。やがて、ビブロスの経営状態が急速に悪化したこともあり、2004年10月に休刊した。
後期の路線は実質的な後継誌である『マガジン・エルフィックス』や「全国統一オタク検定試験」を実施した『オタクエリート』に継承されたが、崎山はジャイブへ移籍し、『月刊コミックラッシュ』編集長に就任したことから、休刊時のコンテンツの一部が同誌へ引き継がれている。また、ビブロス自体が2006年4月5日に経営破綻した。
前述の『美少女ゲームの臨界点』の別冊『はかぎくす!!』では、加野瀬が後期路線の迷走と休刊へ至る顛末を語っていたが、その後、加野瀬は同人サークル『ルビコンハーツ』を主宰し、『ファウスト』編集長から星海社を設立した太田克史（伊達平良）のブレーンとして活動した。
一方、本誌の編集部員で後に『マガジン・エルフィックス』『オタクエリート』編集長となった石塚良太は、ビブロスの経営破綻後、「非モテ」ブームを背景に、アンチ『ファウスト』を掲げていた講談社の評論情報誌『メカビ』のスタッフとなり、かつての上司である加野瀬と対立する構図となった。

## 基本コーナー

### 『VISUAL SYNDICATE』
巻頭描き下ろしイラストコーナー。『Puregirl』時代からの看板コンテンツで、毎月5～10点のイラストが掲載されていた。無名の同人作家とメーカー系の原画家を並べるコンセプトは後者から批判されることもあったが、ゲーム販促ではないオリジナルイラストが描ける貴重なコーナーでもあったため、概ね好評だった。
初期から2002年にかけて執筆していたイラストレーターは、たかみち、黒星紅白、椎名優、戸部淑、原田たけひと、高野音彦、ぼうのうと、剣康之、現津みかみ、りつべ、DOW、箸井地図、ぽよよんろっく、山本七式、撫荒武吉、娘太丸、ありすがわ狂介、馴染しん、中央東口、菊地政治、広瀬総士、いるも晴章、西Ｅ田、巻田佳春、ほっけうるふ、toi8、いとうのいぢなど。 
イラストレーターのピックアップを担当していた加野瀬未友の退社後は、メーカー系の原画家によるイラスト比率が高くなり、コーナーとしては有名無実化した。

### 『美少女絵師列伝』
インタビューページ。毎月1人のイラストレーターをクローズアップする。『VISUAL SYNDICATE』への批判から、創刊直後を除くと、ほとんどメーカー系原画家で占められていた。
初期から2002年にかけて登場したイラストレーターは、たかみち、目黒三吉、みつみ美里、甘露樹、INO、CARNELIAN、Bou、針玉ヒロキ、樋上いたる、桂枝毛、☆画野朗、竹井正樹、松本規之、Karen、こぶいち、大野哲也、橋本タカシ、大槍葦人、佐野俊英、なかむらたけしなど。

### 『純粋少女倶楽部（ピュアガールクラブ）』
読者投稿コーナー。CGカラーイラストの投稿に対応しており、イラストには選者のコメントが付く。また、優秀な投稿者にはカラー特別席という依頼枠があった。選者は『ゲーメスト』の投稿コーナーを担当していた田渕健康。
VOFAN、日向悠二、左、KEI、浜田よしかづ、ヤス、片瀬優、蔓木鋼音、紺野あずれ、ザンクロー、水瀬凛、みけおう、榊、犬彦、植田亮など、プロのイラストレーターや漫画家を多く輩出した。

### 『ピュアコラム』
コラムコーナー。『Puregirl』時代からのコンテンツで、半ページの連載コラムが7点前後掲載されていた。執筆陣は初代編集長だった加野瀬未友の『オタク定点観測』の他、桑島由一、ヤマグチノボル、ウガニク、多根清史、阿部広樹、みのうら、おおつねまさふみなど当時のweb日記ブームから登用されたライターや、原田たけひとなど同人出身のイラストレーターで構成されていた。
全体的な方向性は、成沢大輔や大塚ギチが執筆していた頃の『HiPPON SUPER!』コラム群に近く、好戦的な内容で物議を醸すことも多かった。更科修一郎『Natural Color Phantasm』は後に単独ページとなり、シナリオ重視の編集方針へ傾いていくきっかけとなった。

### 『BOOK MEDIA TRAFFIC JAM』
書評コーナー&出版ゴシップコラム。執筆は『漫画ホットミルク』で『雑誌事評』を担当していたFAKE OFFICEこと更科修一郎。

### 『Home Made Tailor』
オリジナルの「メイドもの」読者参加企画。イラストレーションは剣康之が担当。

## 連載漫画・小説
- 魔法少女町内に現る（小池定路） - 2003年1月号 - 10月号。後に『魔法少女チキチキ』へ改題し、ジャイブ『月刊コミックラッシュ』で連載された。
- ロングロングウェイホーム（かかし朝浩）- 『Puregirl』時代から連載されていた『ロングウェイホーム』を改題し、『Colorful PUREGIRL』でも連載。大都社から単行本化。
- 東方香霖堂（ZUN）- 2004年1月号 - 2004年10月号。挿絵は唖采弦二が担当。休刊に伴い、『magazine elfics』『電撃萌王』などへ移籍。2007年に完結し、アスキー・メディアワークスから単行本化。
- 空想東京百景（toi8） - 『Colorful COMIC PUREGIRL』連載。小説はゆずはらとしゆきが担当。休刊に伴い、『ファウスト』へ移籍。2008年に講談社BOXで単行本化。
- かたまでつかれ（saxyun） - 『Colorful COMIC PUREGIRL』連載。休刊に伴い、『電撃マオウ』で『空想科学X』として再スタート。